# 海 (ブリッジ)
『海』（英語: The Sea） H.100 は、フランク・ブリッジが1910年から1911年にかけて作曲した管弦楽組曲。交響的音詩とも称されている。

## 概要
ブリッジは1911年7月、イースト・サセックスの海辺の街であるイーストボーン滞在中に本作を完成させた。この場所はクロード・ドビュッシーが1905年にやはり海を想起させる音楽作品、交響詩『海』を書き上げたのと同じ場所である。ブリッジは1941年にイーストボーンに程近いイースト・ディーン・アンド・フリストンで生涯を終えることになる。
曲は1912年9月24日にロンドンで行われたプロムスにおいて、ヘンリー・ウッドの指揮、ニュー・クイーンズ・ホール管弦楽団の演奏で初演された。作曲者自身も第一次世界大戦後にクリーヴランド管弦楽団、デトロイト交響楽団、ボストン交響楽団を指揮して本作を演奏している。
また、ブリッジは本作の録音でも自らタクトを握っている。その後はチャールズ・グローヴズ、ヴァーノン・ハンドリー、リチャード・ヒコックスによる録音が行われている。

## 楽器編成
ピッコロ、フルート2、オーボエ2、コーラングレ、クラリネット2（AとB♭）、バスクラリネット（AとB♭）、ファゴット2、コントラファゴット、ホルン4（F）、トランペット3（AとB♭）、トロンボーン3、チューバ、ティンパニ、打楽器（トライアングル、スネアドラム、シンバル、バスドラム）、ハープ、弦五部。

## 楽曲構成
全4曲で構成される。演奏時間は約22分。初演時にはブリッジ自身によりプログラム・ノートへ以下のようなコメントが行われた。
1. 「海景」（Seascape）: Allegro ben moderato
- 「海景では夏の朝の海が描かれる。高い波からは陽の光の中に横たわる水面の大きな広がりが姿を見せる。その水面で温かな風が戯れる[1][6]。」

2. 「波の花」（Sea Foam）: Allegro vivo
- 「岸辺の岩肌や潮だまりに波の花が荒々しくなく楽し気に泡を作る[1][6]。」

3. 「月光」（Moonlight）: Adagio non troppo
- 「夜の凪いだ海。暗い雲を超えて差そうともがいた末、月の光が最初に突き抜けた先には満月にきらめく海原がある[1][6]。」

4. 「嵐」（Storm）: Allegro energico – Allegro moderato e largamente
- 「風、雨、荒れ狂う海、嵐が落ち着くと第1曲への[暗示]が聞かれ、それは海を愛する者の海への献身と捉えることができるかもしれない[1][6]。」

## 影響
第1曲の「海景」は、アーノルド・バックスが交響詩『ティンタジェル』が書くにあたって影響を与えた。
ベンジャミン・ブリテンは本作を通じて初めてブリッジ作品に触れることになる。これは彼がそれまでに出会った最初の重要な現代音楽作品でもあった。ブリテンはヴィオラを師事していたオードリー・オルストンの勧めにより、1924年10月30日のノーフォーク・アンド・ノリッジ音楽祭で作曲者自身の指揮により本作に触れたのであった。ブリテン自身の言葉によれば、彼は「ショックを受けた」という。ノリッジ音楽祭の実行委員会も同様に感銘を受けており、1927年の音楽祭に向けてブリッジに次の新作の委嘱を行っている。この新作は狂詩曲『春の訪れ』であり、やはりブリテンに大きな衝撃を与えた。1927年のノリッジ音楽祭の場では、ブリテンはオードリー・オルストンを通じてブリッジに面会することが出来た。これをきっかけに、ブリッジはブリテンを生涯唯一の作曲の弟子に取ることになる。
ブリテンの出世作のひとつに、師へ捧げられた『フランク・ブリッジの主題による変奏曲』（1937年）がある。また、オペラ『ピーター・グライムズ』から独立した組曲「4つの海の間奏曲」の各曲の標題は本作の標題と酷似している。